# Bioløsning
En bioløsning (ofte omtalt i flertalsformen bioløsninger eller i den engelske udgave biosolution(s)) er udvikling og fremstilling af biologiske produkter og teknologier til produktionsprocesser i en række brancher, eksempelvis industri, landbrug, forsyningssektor og transport. Bioløsninger omfatter bl.a. enzymer, proteiner, bakterier, farvestoffer,  naturstoffer (biokemikalier) og biomaterialer. De biologiske produkter er ofte knyttet til mikroorganismer eller til produktionen af stoffer eller kemiske byggesten med egenskaber, som ikke kan opnås med konventionelle metoder.
Virksomheder, der laver bioløsninger, er en underafdeling af den bredere biotek-sektor. Biotek målrettet medicinalbranchen regnes således ikke med blandt bioløsninger.
Bioløsninger regnes for en vigtig brik i den grønne omstilling og generelt udviklingen af bæredygtige løsninger og produkter. Fermentering (såvel traditionel som biomassefermentering og præcisionsfermentering) og bioraffinering er blandt de vigtige teknologier. Vigtige eksempler er fremstilling af laboratoriefremstillet kød og mælk eller biogas og bioplast
Begrebet "bioløsning" er brugt i hvert fald siden 2021.

## Bioløsninger i Danmark
Bioløsninger er relativt udbredte i den danske fødevarebranche. Enzymproducenten Novonesis (tidligere Novozymes) er et andet velkendt eksempel på en bioløsningsvirksomhed. Carlsberg har også væsentlige aktiviteter indenfor udvikling, produktion og anvendelse af bioløsninger.
I en analyse foretaget for Erhvervsministeriet i 2021 blev der optalt 88 danske virksomheder i bioløsnings-branchen. Dertil kom en række konsulentvirksomheder og udstyrsproducenter, der var underleverandører til branchen. De 88 virksomheder havde tilsammen knap 7.000 ansatte og stod tilsammen for et BNP-bidrag på ca. 13 mia. kr. Virksomhederne var kendetegnet ved at anvende relativt højtudannet arbejdskraft.
De fem største virksomheder med tilsammen 5.600 årsværk dominerede helt branchen:
1. Novozymes
2. Chr. Hansen
3. DuPont Nutrition & Biosciences.
4. CP Kelco
5. DLF Seeds

### Uddannelse i Biosolutions
I 2024 oprettede Københavns Universitet en kandidatuddannelse i Biosolutions med hjemsted i Kalundborg.

## Tidlige anvendelser af begrebet
Ordet "bioløsning" optrådte i april 2021 i en artikel i Dagbladet Børsen om Novo Nordisks holdingselskab Novo Holdings, der skød 37 mio. kr. i virksomheden Bactolife, der ville udnytte antistoffer fra lamaer til at forebygge infektionssygdomme. Under overskriften "Fokus på bioløsninger" forklarede artiklen, at Novo Holdings havde optrappet sine investeringer indnfor bioindustrielle løsninger, især til problemstillinger indenfor landbrugsområdet.
I juni 2021 skrev det daværende Novozymes (i dag Novonesis) på sin hjemmeside om sin "biosolution for enzymatic carbon capture", altså en enzymbaseret metode til geologisk CO₂-lagring.
I oktober 2021 blev der afholdt en konference på Teknologisk Institut med titlen "From residue to revenue – Scaling up biosolutions".

## Bioløsninger i den grønne omstilling
Bioløsninger fremhæves ofte som en vigtig kanal til at gennemføre den grønne omstilling. Det kan ske via udviklingen af mikrobiologiske processer, som kan konkurrere med fossile og kemiske alternativer, eksempelvis via
- større effektivitet i landbruget
- optimeret affaldshåndtering og genanvendelse
- reduceret energiforbrug
- forlænget holdbarhed i madvarer
- fremstilling af alternative proteiner
- bekæmpelse af skadedyr og sygdomsfremkaldende organismer
- forsinkede fordærvelsesprocesser
- reduceret behov for pesticider eller antibiotika
- erstatning af fossile materialer med biologiske alternativer